# Junonia coenia
Junonia coenia is een vlinder uit de familie Nymphalidae (vossen, parelmoervlinders en weerschijnvlinders). De vlinder komt voor in het Nearctisch gebied. De spanwijdte varieert tussen de 42 en 70 millimeter.
In het noordelijk deel van het verspreidingsgebied komen twee tot drie generaties per jaar voor tussen mei en oktober. Zuidelijker is de vlinder het hele jaar door actief.
Waardplanten van de rupsen komen uit de geslachten leeuwenbek en vlasleeuwenbek. De favoriete voedselplanten voor de vlinders zijn Aster, cichorei, centaurie en zonnebloem.

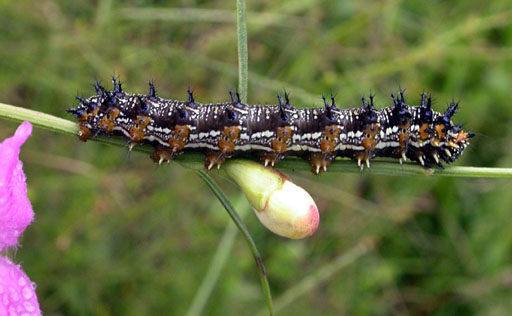
rups